# لسان رملي

لسان رملي مع غيره من الأراضي الساحلية.

اللسان أو اللسان الرملي أو اللسان الساحلي أو لسان الشاطئ هو شريط ترسبي أو جزء من الشاطئ قبالة السواحل أو شواطئ البحيرة. يتطور في الأماكن التي تحدث فيها عملية إعادة الدخول ، كما هو الحال في الرؤوس و المجرى ، من خلال عملية الانجراف في الشواطئ البحرية عن طريق التيارات البحرية الطويلة. يحدث الانجراف بسبب موجات تقابل الشاطئ بزاوية مائلة ، مما يؤدي إلى تحريك الرواسب أسفل الشاطئ بنمط متعرج. ويكمل ذلك تيارات بحرية طويلة ، والتي تنقل الرواسب عبر المياه بجانب الشاطئ. هذه التيارات ناتجة عن نفس الموجات التي تسبب الانجراف.